# 34106 Sakhrani
34106 Sakhrani este o planetă minoră (asteroid), cu un diametru de 2,97 km, din centura de asteroizi. A fost descoperită pe 2 august 2000 la Experimental Test Site⁠(d) de Lincoln Near-Earth Asteroid Research. 
Obiectul prezintă o orbită caracterizată de o semiaxă mare de 2,325513 UAi, o excentricitate de 0,2, o înclinație de 3,83106 ° în raport cu ecliptica.